# Gewerbe
Ein Gewerbe ist jede erlaubte wirtschaftliche selbständige Tätigkeit, die auf eigene Rechnung, eigene Verantwortung und auf eine gewisse Dauer mit Gewinnerzielungsabsicht betrieben wird, mit Ausnahme freiberuflicher Tätigkeit und der Urproduktion. Im engeren Sinne versteht man unter Gewerbe die produzierenden und verarbeitenden Gewerbe in Industrie und Handwerk sowie diverse dienstleistende Unternehmen. Ein Gewerbe wird durch einen Gewerbetreibenden in einem Gewerbebetrieb ausgeübt.

## Allgemeines
Gewerbebetriebe sind alle Unternehmen des Handels (Handelsgewerbe), des Handwerks, der Industrie und des Verkehrs. An den Rechtsbegriff des Gewerbebetriebs knüpfen zahlreiche Rechtsvorschriften des Privatrechts (Arbeitsrecht, Bürgerliches Recht, Handelsrecht oder Versicherungsrecht) und des öffentlichen Rechts (Gewerberecht, Steuerrecht) an.

## Definierende Merkmale

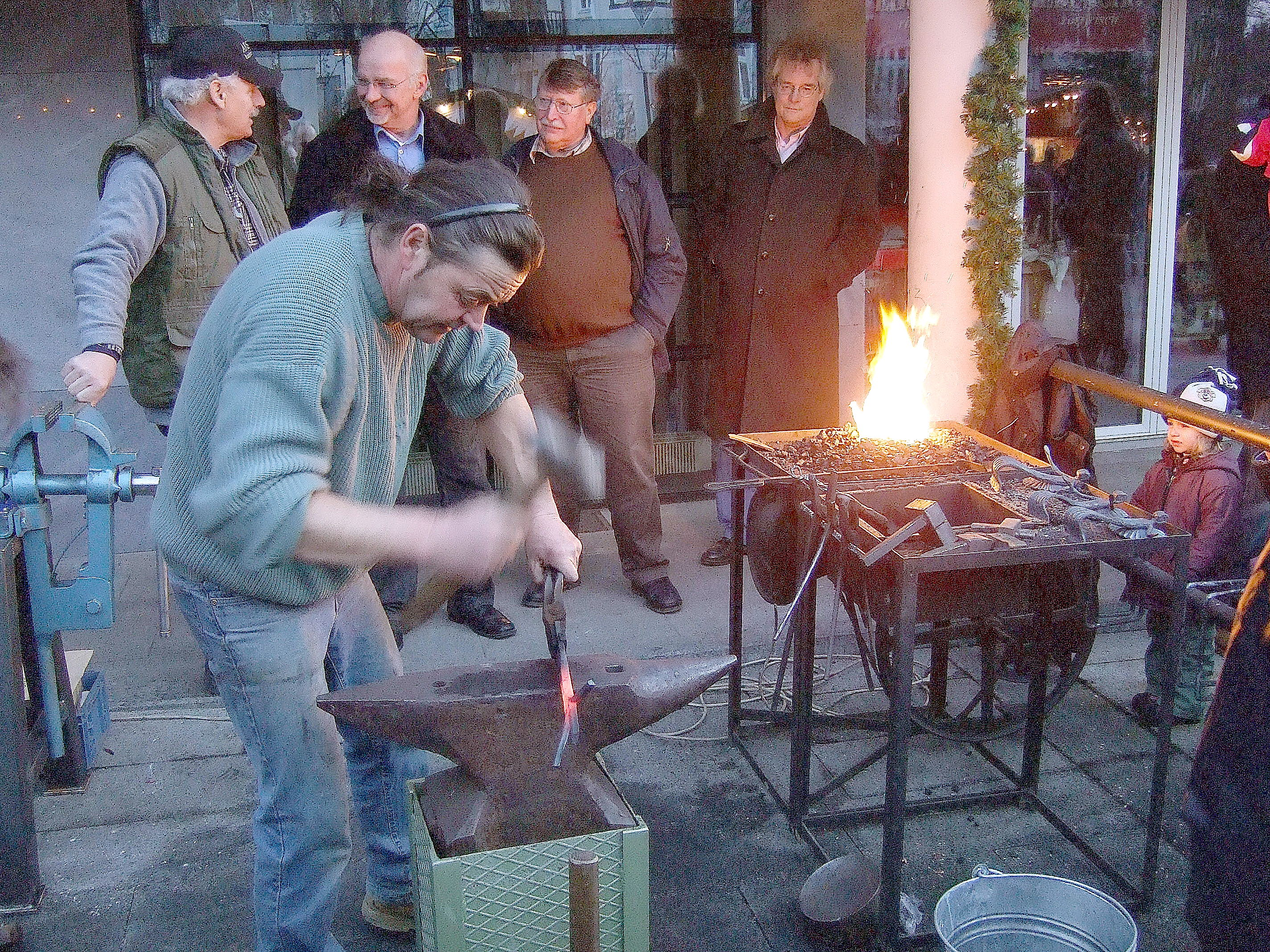
Demonstration des Schmiedehandwerks

Im deutschen Gewerberecht hat sich folgende Definition durchgesetzt: Ein Gewerbe ist jede erlaubte, selbständige, nach außen erkennbare Tätigkeit, die planmäßig, für eine gewisse Dauer und zum Zwecke der Gewinnerzielung ausgeübt wird und kein freier Beruf ist. Hieraus ergeben sich die folgenden Merkmale:
- nach außen gerichtete Tätigkeit,
- selbständige (nicht freiberufliche) Tätigkeit,
- planmäßig auf Dauer angelegt,
- Gewinnerzielungsabsicht und
- keine generell gegen das Gesetz (gesetzliches Verbot) oder die guten Sitten verstoßende Tätigkeit.

### Nach außen gerichtete Tätigkeit
Eine Tätigkeit ist nach außen gerichtet, wenn sie für Dritte nach außen offen erkennbar in Erscheinung tritt. Die für Dritte nicht erkennbare Absicht, ein Gewerbe zu betreiben, reicht hierfür nicht aus.

### Selbständige (nicht freiberufliche) Tätigkeit
Selbständig ist, wer im Wesentlichen frei seine Tätigkeit gestalten und seine Arbeitszeit bestimmen kann (vgl. § 84 Abs. 1 HGB). Wer nicht weisungsgebunden ist, ist demnach selbständig tätig. Dabei muss es sich um eine rechtliche Selbständigkeit handeln, eine wirtschaftliche Selbständigkeit reicht allein nicht aus.
Die Tätigkeit darf jedoch nicht den freien Berufen zugehören. Diese erfordern in der Regel eine höhere Bildung und sind besonders durch die persönliche Leistung und Mitarbeit des Betriebsinhabers geprägt (für genauere Erläuterungen siehe den Artikel Freier Beruf).

### Planmäßig auf gewisse Dauer angelegt
Planmäßig und auf gewisse Dauer betriebene gewerbliche Tätigkeit bedeutet, dass diese nicht nur gelegentlich betrieben werden darf. Nach Karsten Schmidt muss die Tätigkeit auf immer und ewig geplant sein. Zudem müssen die vorgenommenen Handlungen auf eine Vielzahl von Geschäften gerichtet sein. Nicht von Bedeutung ist jedoch, wenn ein Gewerbe nur saisonal betrieben wird/werden kann (z. B. Bierzelt auf dem Oktoberfest oder Strandkorbmiete). Vielmehr ist entscheidend, dass wiederholt und regelmäßig Geschäfte getätigt werden (objektiv) und eine entsprechende Absicht zugrunde liegt (subjektiv).

### Gewinnerzielungsabsicht oder Liebhaberei
Eines der weiteren Tatbestandsmerkmale für das Vorliegen eines Gewerbes ist die Gewinnerzielungsabsicht, die auch dann noch vorliegt, wenn für einige Zeit Verluste auftreten. Hierbei ist aber die gewerbliche Tätigkeit von der reinen Liebhaberei zu unterscheiden. Es fehlt hierzu aber eine offiziell definierte Bagatellgrenze zur Abgrenzung zwischen diesen beiden Bereichen. Es können jedoch zwei Beträge des Einkommensteuerrechtes als Hilfskriterium herangezogen werden: Zum einen die in § 22 Nr. 3 EStG genannte Freigrenze in Höhe von 256 € Gewinn im Jahr oder etwas höher angesetzt, von bis zu 410 € pro Jahr nach § 46 Abs. 3 EStG.

## Gewerberecht
In Deutschland unterliegt die Ausübung eines Gewerbes der Gewerbeordnung. Danach muss jede gewerbliche Tätigkeit bei der zuständigen Gemeinde an- und abgemeldet werden; umgangssprachlich spricht man vom „Gewerbeschein“. Dabei ist aber zu beachten, dass der Beginn des Gewerbes nicht vom Zeitpunkt der Beantragung eines Gewerbescheins abhängt, sondern vom Beginn der selbständigen Tätigkeit.
Ausgehend von der in Art. 12 Grundgesetz festgeschriebenen Berufsfreiheit wurde in der Gewerbeordnung die Gewerbefreiheit festgeschrieben. Danach steht es jedem im Rahmen weiterer Gesetze frei, ein Gewerbe zu betreiben und Beruf, Arbeitsplatz und Ausbildungsstätte frei zu wählen. Weiterhin ist das Recht am eingerichteten und ausgeübten Gewerbebetrieb seit Juni 1990 als Eigentumsrecht im Sinne des Art. 14 GG anerkannt. Die gesetzlichen Einschränkungen der Gewerbefreiheit, sieht man von der persönlichen Zuverlässigkeit einmal ab, können in drei Hauptgruppen eingeteilt werden:
- Alle handwerklichen Tätigkeiten,
- Gewerbe, die einer Konzession bedürfen, u. a. Gaststättenkonzessionen oder im Makler- und Bewachungsgewerbe,
- Gewerbe ohne eine Bewilligungspflicht, d. h. nur anzeigepflichtig.

§ 6 GewO entzieht einige Tätigkeiten ihrem Anwendungsbereich, zum Beispiel die Fischerei, die Erziehung von Kindern gegen Entgelt (etwa die Kindertagespflege), das Unterrichtswesen und die Tätigkeit der Rechtsanwälte und Notare.
Man unterscheidet Gewerbe in die vier Gruppen Industrie, Handwerk, Handel und Sonstiges (darin Dienstleistungen, Hausgewerbe und Verlagswesen). 1878 wurde in Deutschland die Gewerbeaufsicht eingeführt, die die Einhaltung von arbeits- und immissionsschutzrechtlichen Bestimmungen überwacht und darauf aufbauend Gewerbebetriebe bei groben Verstößen auch schließen kann.
Ist für die Ausübung des Gewerbes ein in kaufmännischer Weise eingerichteter Geschäftsbetrieb notwendig, gilt der Gewerbetreibende als Istkaufmann und ist zur Führung von Büchern verpflichtet. Kaufleute nach dem HGB müssen Bilanzen erstellen.
Das Gewerbe beginnt mit der Gewerbeanmeldung (Gewerbeanzeige), durch die ein Gewerbebetrieb bei der zuständigen Behörde (Gemeinde, Ordnungsamt) gemäß § 14 GewO als Gewerbe angemeldet (angezeigt) wird. Gewerbetreibende kommen mit dieser gewerberechtlichen Anzeige auch ihrer steuerrechtlichen Anzeigepflicht gemäß § 138 AO nach.

## Gewerbearten
Das deutsche Gewerberecht kennt drei Gewerbearten:
- Das stehende Gewerbe ist dadurch gekennzeichnet, dass es einen festen Standort (Betriebsstätte, Büro, Geschäftsraum, Laden, Werkstatt) für seine Geschäftstätigkeit besitzt. Das stehende Gewerbe ist die Grundform des Gewerberechts.[9]
- Das Reisegewerbe (wie Handelsvertreter, Schausteller) kommt ohne festen Standort außerhalb der Räume einer gewerblichen Niederlassung aus.
- Das Marktgewerbe umfasst Ausstellungen, Großmärkte, Messen, Wochen-, Jahr- und Spezialmärkte.

Das Gewerberecht knüpft an diese Gewerbeformen unterschiedliche Anforderungen insbesondere hinsichtlich der Erlaubnis.

## Steuerrecht

### Einkommensteuer
Einkünfte aus Gewerbebetrieb gehören in Deutschland zu den in § 2 Abs. 1 EStG genannten sieben Einkunftsarten und zählen zu den Gewinneinkünften. Gesetzliche Grundlage der Einkünfte aus Gewerbebetrieb ist § 15 EStG. Die Einkünfte aus Gewerbebetrieb erfasst die Gewinne, die mit dem Gewerbe erzielt werden.
Auch gesetzlich verbotene oder unsittliche Tätigkeiten können unter den ertragsteuerlichen Begriff des Gewerbebetriebs nach § 15 Abs. 2 EStG fallen und entsprechend § 40 AO auch zu steuerpflichtigen Einkünften führen.

### Gewerbesteuer
Jeder Gewerbebetrieb unterliegt zudem der Gewerbesteuer (§ 2 Abs. 1 GewStG). Dies ist ein entscheidender Unterschied bezüglich der steuerlichen Behandlung gegenüber den Freiberuflern. Die Gewerbesteuer darf den Gewinn gemäß § 4 Abs. 5b EStG nicht mindern. Des Weiteren können Körperschaften im Unterschied zu Einzelunternehmen und Personengesellschaften den Unternehmerlohn steuerlich geltend machen. Diese Nachteile für den Unternehmer sind in den letzten Jahren durch höhere Freibeträge (§ 11 Abs. 1 Nr. 1 GewStG) und die Möglichkeit der Anrechnung bei der Einkommensteuer (§ 35 EStG) gemildert worden.

## International
In Österreich ist das Gewerbe überwiegend in der Gewerbeordnung 1994 (GewO) geregelt. Eine Tätigkeit wird nach § 1 Abs. 2 GewO gewerbsmäßig ausgeübt, wenn sie selbständig, regelmäßig und in der Absicht betrieben wird, einen Ertrag oder sonstigen wirtschaftlichen Vorteil zu erzielen, gleichgültig für welche Zwecke dieser bestimmt ist; hierbei macht es keinen Unterschied, ob der durch die Tätigkeit beabsichtigte Ertrag oder sonstige wirtschaftliche Vorteil im Zusammenhang mit einer in den Anwendungsbereich der GewO fallenden Tätigkeit oder im Zusammenhang mit einer nicht der GewO unterliegenden Tätigkeit erzielt werden soll. Voraussetzung für die Ausübung von reglementierten Gewerben und von Teilgewerben ist gemäß § 16 GewO der Nachweis der Befähigung. Unter Befähigungsnachweis ist der Nachweis zu verstehen, dass der Antragsteller die fachlichen einschließlich der kaufmännischen Kenntnisse, Fähigkeiten und Erfahrungen besitzt, um die dem betreffenden Gewerbe eigentümlichen Tätigkeiten selbständig ausführen zu können. Die in § 94 GewO aufgezählten reglementierten Gewerbe müssen die erforderliche Zuverlässigkeit nachweisen.
Die Schweiz kennt kein bundeseinheitliches Gewerberecht, wie es in der deutschen oder österreichischen Gewerbeordnung zu finden ist. Bestimmte Tätigkeiten oder Berufe sind reglementiert und erfordern, dass ein Bewilligungsgesuch gestellt wird. Für reglementierte Tätigkeiten sind keine besonderen Qualifikationen erforderlich. Die Gewährung der Bewilligung hängt von Kriterien wie der Reputation, der Etablierung einer Beaufsichtigung (Vermögensverwalter) oder dem Vorhandensein einer Zulassungsbeschränkung (Reisendengewerbe) ab. Für reglementierte Berufe (Notar, Arzt) ist dagegen der Abschluss einer speziellen Ausbildung erforderlich oder der Nachweis von Berufserfahrung in dem Bereich. Einige Tätigkeiten sind auf Bundesebene reglementiert, andere auf kantonaler Ebene. Wer selbständig werden will, muss ein Anmeldeformular ausfüllen, das der Ausgleichskasse einzureichen ist. Diese verleiht den Status des Selbständigerwerbenden.

## Gewerbsmäßigkeit im Strafrecht
Im deutschen Strafrecht meint Gewerbsmäßigkeit die Absicht, sich durch wiederholte Begehung von tatbestandsmäßigen Handlungen (des Betruges, der Hehlerei etc.) eine fortlaufende (wenn auch nicht ständige) Einnahmequelle von einiger Dauer und einigem Umfang zu verschaffen.